# 南山真
南山 真（みなみやま まこと、1973年3月11日 - ）は、神奈川県出身の元プロバスケットボール選手である。

## 来歴
横浜市金沢区生まれ。横浜市立大道小学校、横浜市立大道中学校、湘南工科大高校では2年次に1年先輩の赤穂真らとともにインターハイ・ウィンターカップでいずれもベスト4に貢献する。法政大学に進学後も活躍。
卒業後の1995年、いすゞ自動車に入社。同年、福岡ユニバーシアードの日本代表に選ばれ銀メダルを獲得する。いすゞでもシューティングガードとして活躍し、黄金時代を支えた。
1998年には外山英明、長谷川誠についで日本人3人目となるプロ契約を結ぶ。同年、世界選手権にも出場。
2000年6月、いすゞを退社。海外リーグ移籍を模索したが、股関節を傷めたため断念。
その後、社会人クラブチーム「UPS」、「春日野クラブ」に所属してオールジャパンに出場。2002年大会を最後に現役引退。
現在は名古屋市内で飲食店を営む傍ら、バスケットボールクリニックで後進の指導に当たっている。

## 経歴
- 湘南工科大高校 - 法政大学 - いすゞ自動車（1995年〜2000年）- UPS（2000年〜2001年） - 春日野クラブ（2001年〜2002年）

## 代表歴
- 1995年ユニバーシアード
- 1998年世界選手権

## その他
日本人初のNBAプレイヤーである田臥勇太は大道中の後輩である。
第8回スポーツマンNo.1決定戦に出場しモンスターボックスでバスケットボール選手新記録の18段を成功させた。